# Corydalis nudicaulis
Corydalis nudicaulis là một loài thực vật có hoa trong họ Anh túc. Loài này được Regel mô tả khoa học đầu tiên năm 1884.